# منظمة أمهات ميدان مايو

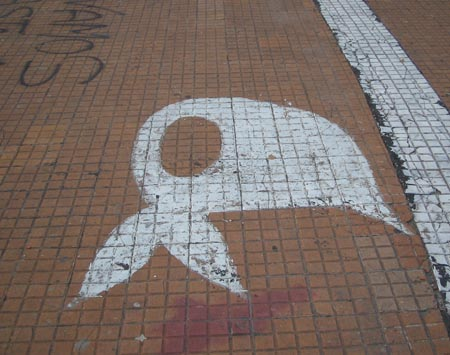
وشاح الأمهات الأبيض مرسوماً على أرضية ميدان مايو، بوينس آيرس

«أمهات ميدان مايو» (ب[Asociación Madres de Plaza de Mayo] خطأ: {{اللغة-؟؟}}: conflicting: |links= and |link= (مساعدة)) منظمة الأرجنتين أسستها أمهات الأطفال الذين أجبروا على المشاركة في عملية الكوندور أثناء الحرب القذرة في الأرجنتين واختفوا على إثرها في الفترة ما بين عامي 1976 و1983. تأسست تلك المنظمة أثناء محاولة الأمهات معرفة مصير أبنائهن، وقد بدأن في المسير نحو ميدان مايو في بوينس آيرس عام 1977 أمام قصر الرئاسة «المنزل القرنفلي»، في تحدٍ عام لإرهاب الدولة الذي هدفت الحكومة باتباعه إسكات المعارضة.

## الجدات
«منظمة جدات ميدان مايو» هي منظمة هدفت إلى العثور على الأطفال المختطفين، الذين قتلت أمهاتهم أثناء الحرب القذرة. ترأس هذه المنظمة «إستيلا بارنيز دي كارلوتو».

## الجوائز والتقديرات
- عام 1992، منحت جميع الأمهات عضوات المنظمة جائزة سخاروف لحرية الفكر.
- عام 1997، منحت ماريا أديلا غارد دي أنتوكوليتز جائزة الناشط الدولي من مؤسسة غليتسمان.[2]
- عام 1999، منحت المنظمة جائزة اليونسكون للتربية من أجل السلام.
- في 10 ديسمبر عام 2003، منحت رئيسة منظمة «جدات ميدان مايو»، «إستيلا بارنيز دي كارلوتو» جائزة الأمم المتحدة في مجال حقوق الإنسان.